# دون ريدمان
دون ريدمان (بالإنجليزية: Don Redman)‏ هو قائد فرقة ‏ وملحن ومغني وعازف جاز أمريكي، ولد في 29 يوليو 1900 في مقاطعة مينرال في الولايات المتحدة، وتوفي في 30 نوفمبر 1964 في نيويورك في الولايات المتحدة بسبب مرض.

## وصلات خارجية
- دون ريدمان على موقع IMDb (الإنجليزية)
- دون ريدمان على موقع الموسوعة البريطانية (الإنجليزية)
- دون ريدمان على موقع ميوزك برينز (الإنجليزية)
- دون ريدمان على موقع أول ميوزيك (الإنجليزية)
- دون ريدمان على موقع ديسكوغز (الإنجليزية)